# Radbuza
Radbuza (pronunție în cehă [ˈradbuza]; în germană Radbusa) este un râu din Republica Cehă, izvorul secundar al râului Berounka. Curge prin regiunea Plzeň. Are 109,7 km lungime, ceea ce îl face al 17-lea cel mai lung râu din Republica Cehă.

## Etimologie
Numele său este derivat din numele personal slav Radbud. Ținutul pe unde curge râul a aparținut cândva unei persoane cu acest nume.

## Caracteristici

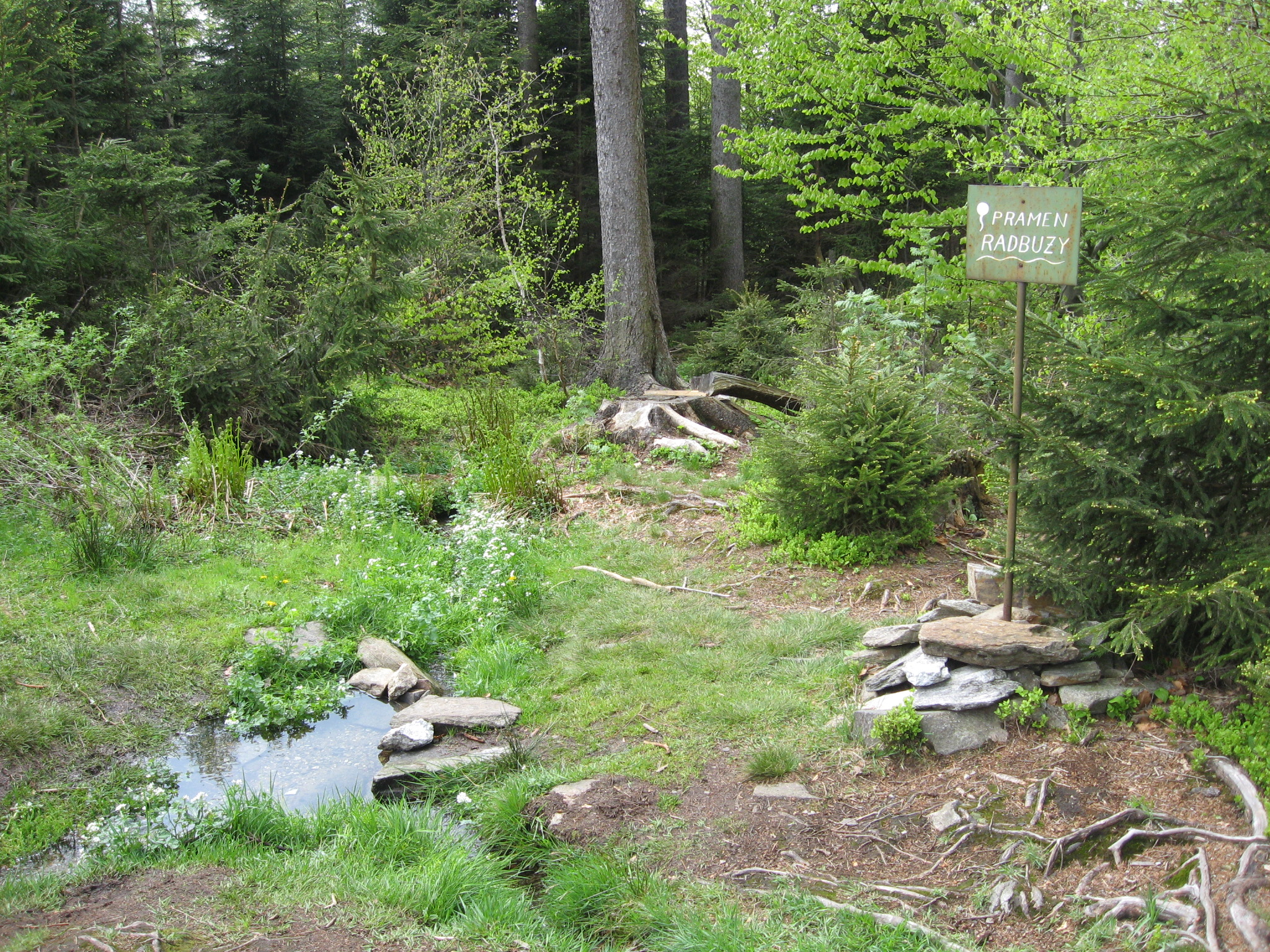
Izvorul Radbuzei

Radbuza își are originea pe teritoriul comunei Rybník din Oberpfälzer Wald, la cota de 689 m (2.260 ft) și curge spre Plzeň, unde se unește cu Mže la cota de 301 m (988 ft) și împreună formează Berounka. Are 109,7 km lungime, ceea ce îl face al 17-lea cel mai lung râu din Republica Cehă. Bazinul său hidrografic are o suprafață de 2.189,6 kilometri pătrați (845,4 mi2), din care 7,3 kilometri pătrați (2,8 mi2) se găsesc în Germania.
Cei mai lungi afluenți ai râului Radbuza sunt:
| Nume        | Lungime (km) | Afluent de |
| ----------- | ------------ | ---------- |
| Úhlava      | 104,0        | dreapta    |
| Merklínka   | 39.4         | dreapta    |
| Zubřina     | 33.2         | dreapta    |
| Černý potok | 28.3         | dreapta    |
| Luční potok | 16.9         | stânga     |

## Așezări
Râul trece prin teritoriile comunelor Rybník, Bělá nad Radbuzou, Hostouň, Srby, Horšovský Týn, Křenovy⁠(d), Staňkov, Holýšov⁠(d), Hradec, Stod, Chotěšov, Vstiš⁠(d) și Dobřany⁠(d) înainte de a se vărsa în Mže la Plzeň.

## Corpuri de apă
În zona bazinului hidrografic se găsesc 154 de corpuri de apă mai mari de 1 ha. Cel mai mare dintre ele și singurul corp de apă construit pe Radbuza este rezervorul České údolí, cu o suprafață de 151,5 hectare.

## Faună
Râul găzduiește o populație de castori eurasiatici, precum și de nutrii, care nu este o specie indigenă.

## Turism
Radbuza este potrivit pentru turismul fluvial. Aparține râurilor nepretențioase, potrivite pentru vâslitorii începători. Râul este navigabil în cea mai mare parte a anului.